# Słomowo (Września)
Pour les articles homonymes, voir Słomowo.
Słomowo (prononciation : [swɔˈmɔvɔ], en allemand : Korndorf) est un village polonais de la gmina de Września dans le powiat de Września de la voïvodie de Grande-Pologne dans le centre-ouest de la Pologne.
Il se situe à environ 3 kilomètres au nord-ouest de Września (siège de la gmina et du powiat) et à 44 kilomètres à l'est de Poznań (capitale régionale).
Le village possédait une population de 280 habitants en 2009.

## Histoire
De 1975 à 1998, le village faisait partie du territoire de la voïvodie de Poznań.

Depuis 1999, Słomowo est situé dans la voïvodie de Grande-Pologne.